# Mistr Madony ze Žebráku
Mistr Madony ze Žebráku, v literatuře též označován jako Mistr Žebrácké madony, byl anonymní řezbář, činný koncem 14. století v Praze. Patří k sochařům, kteří svým dílem předznamenali vznik krásného slohu. Tzv. Žebrácký mistr, zvaný též Mistr Oplakávání Krista ze Žebráku, byl pozdně gotický sochař, který působil až v první třetině 16. století.

## Dílo
Ušlechtilost a klid jeho postav, rytmická skladba drapériových motivů a lyrický výraz idealizovaných tváří ho řadí do blízkosti nejvýznamnějšího malíře krásného slohu – Mistra Třeboňského oltáře. S jeho dílem počal obrat v malířství, kdy se dokonalost provedení stala samostatnou estetickou hodnotou a požadavkem. Mistr Madony ze Žebráku patrně tvořil pod přímým vlivem tohoto malíře a možná s ním byl i v přímém kontaktu, když oba pracovali na výzdobě augustiniánského kostela sv. Jiljí v Třeboni. Řezba jeho soch je v uvolnění pohybu těla i drapérie pojata až neplasticky a zdá se být spíše dílem malíře než sochaře.
V díle Mistra Žebrácké madony doznívá vznešená vážnost předchozí epochy 14. století a zároveň se projevuje zřetelný odklon k lyrizaci a změkčení psychického obsahu k jakési pasivní a melancholické odevzdanosti. Tato podřízenost silám, které jsou mimo člověka, je charakteristická pro regotizační proces, který se odehrával v závěru 14. století.

### Známá díla
- Madona ze Žebráku, Národní galerie v Praze
- Ukřižovaný z Třeboně, Alšova jihočeská galerie v Hluboké nad Vltavou
- Sv. Jan Evangelista z Třeboně (původně součást sousoší Kalvárie), Národní galerie v Praze
- Madona z farního kostela v Kozojedech, Mistr Madony ze Žebráku – dílna ?
- Sv. Kateřina a Barbora z kostela sv. Tomáše, reliéfní sochy z oltářního křídla, Mistr Madony ze Žebráku – dílna ?

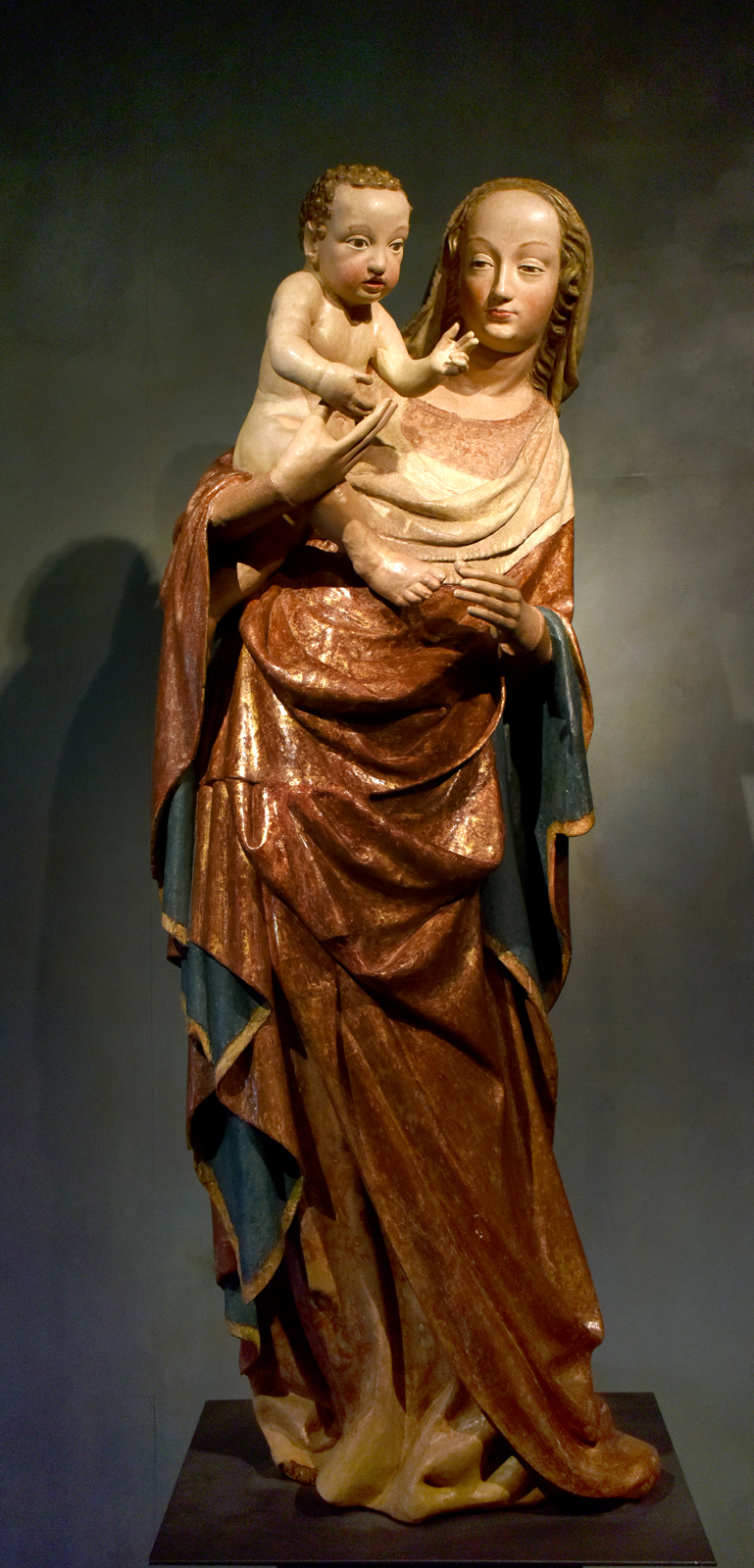
Madona ze Žebráku (kolem 1380), Národní galerie v Praze
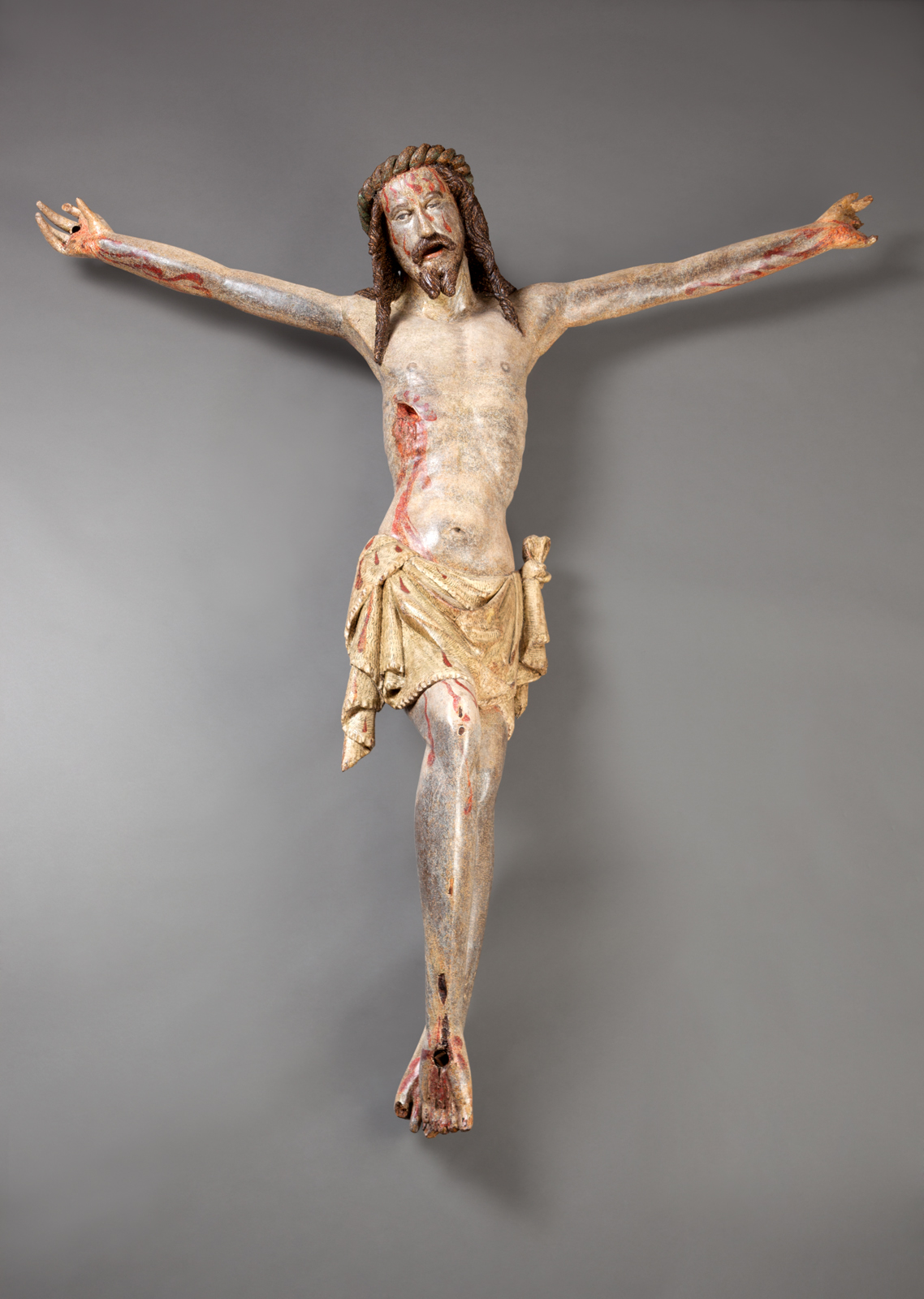
Ukřižovaný z Třeboně, Alšova jihočeská galerie v Hluboké nad Vltavou
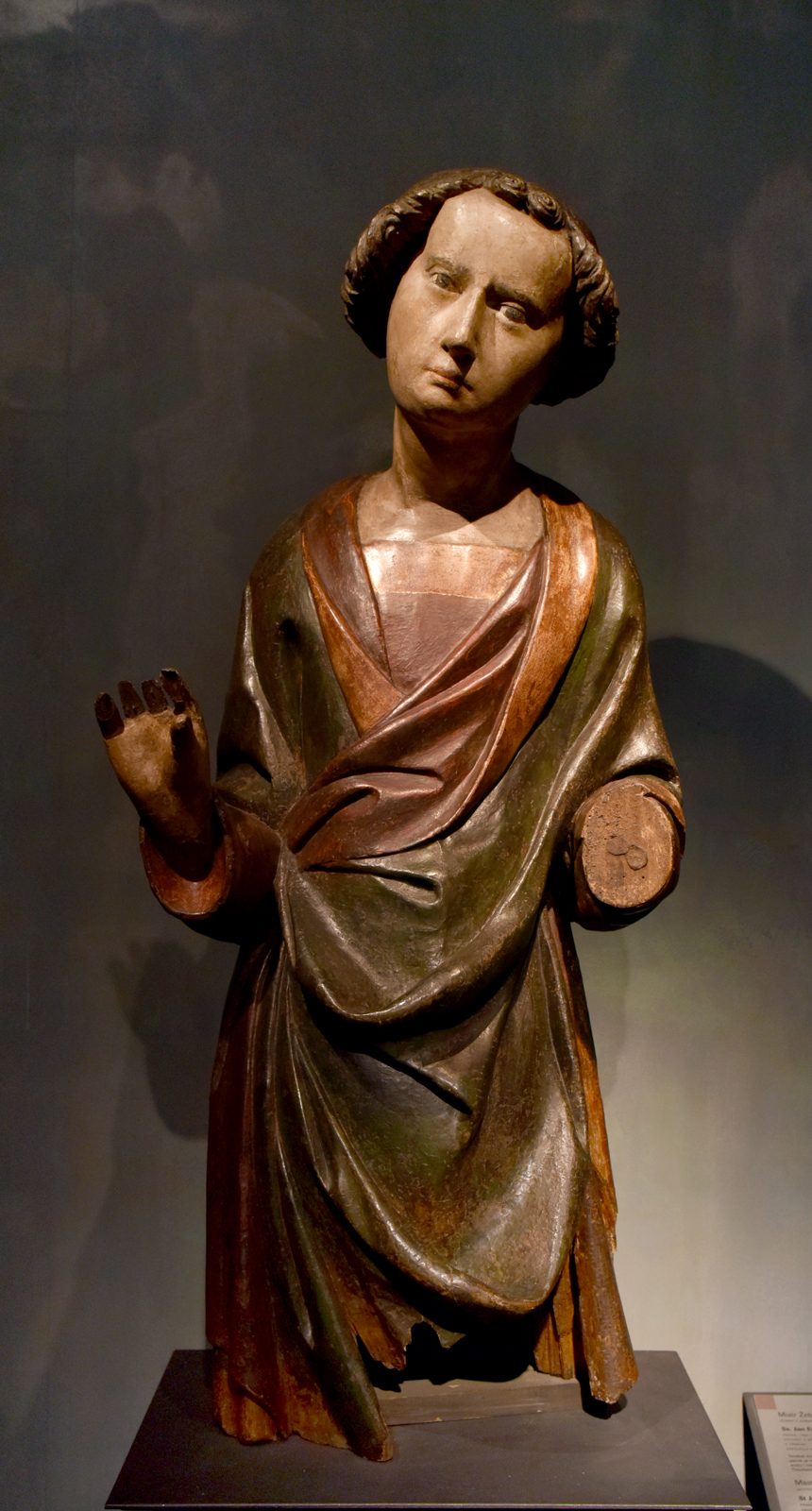
Sv. Jan Evangelista z Třeboně, Národní galerie v Praze

### Příbuzná díla
- Madona z kostela Panny Marie Sněžné v Olomouci (kolem 1380), Muzeum umění Olomouc[6]
- Madona Hornorakouského muzea v Linci (1. pol. 90. let)[7]
- Madona ve farním kostele v Koryčanech (počátek 15. stol.)[8]